# Phragmidium violaceum

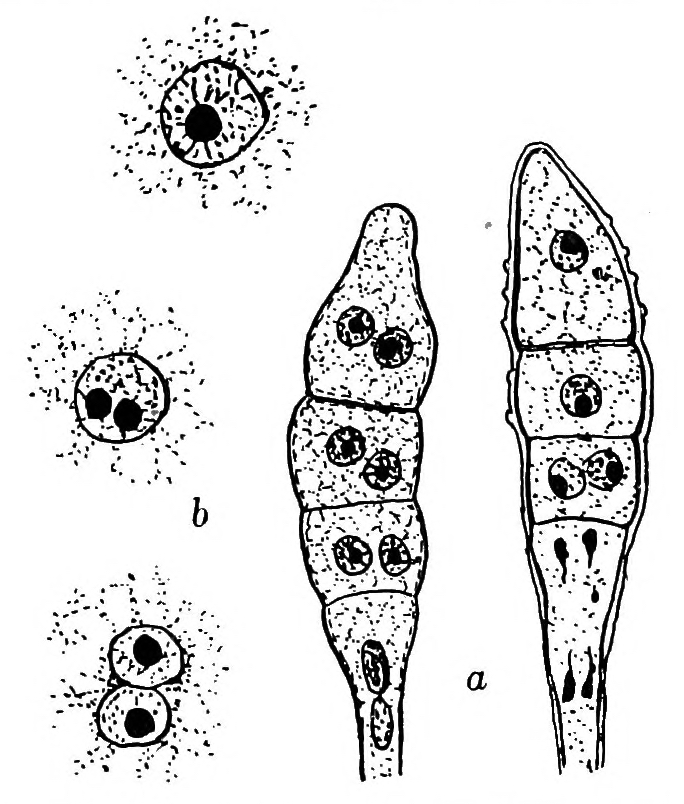
Teliospory

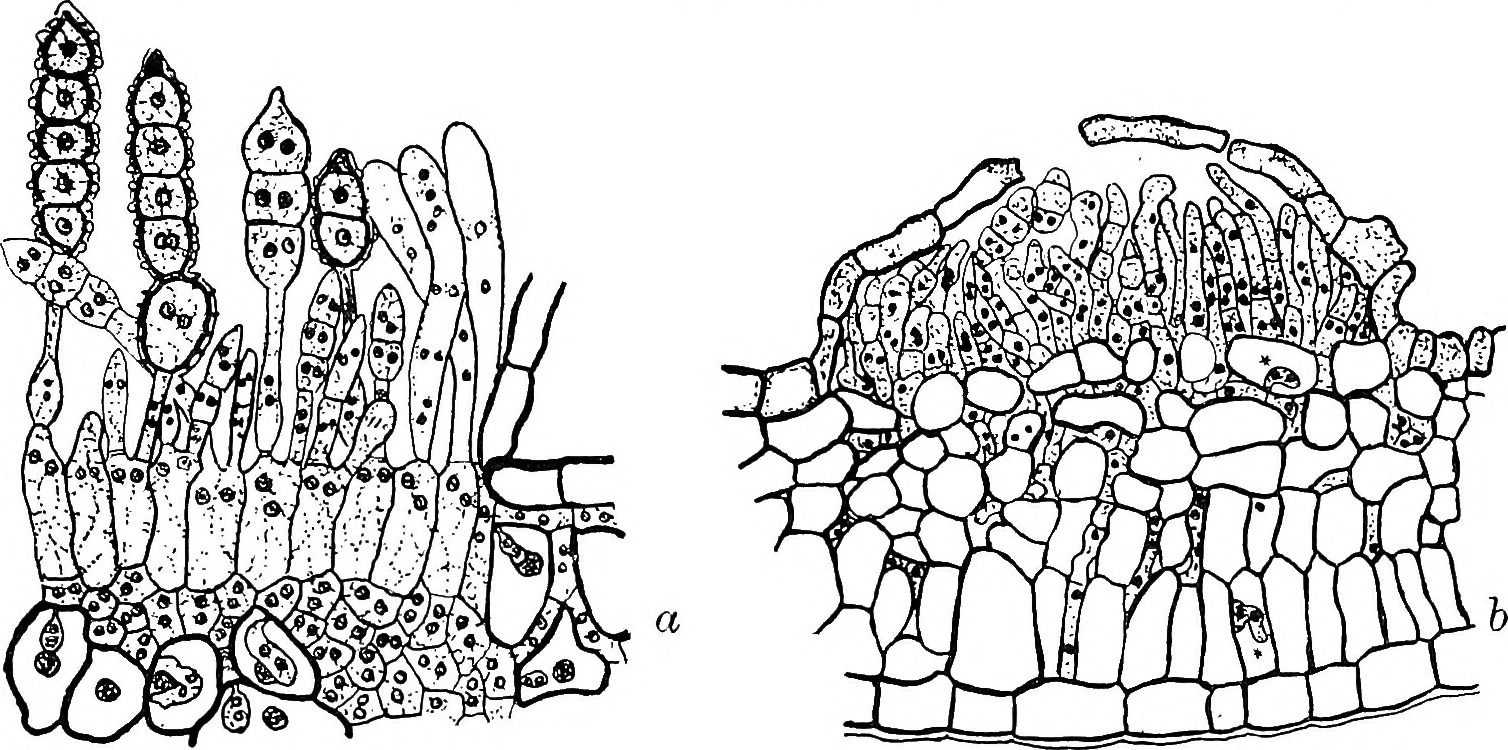
Telia: a – Phragmidium rubi-idaei, b – Phragmidium violaceum

Phragmidium violaceum (Schultz) G. Winter – gatunek grzybów z rodziny Phragmidiaceae. Pasożytuje na jeżynach wywołując u nich chorobę o nazwie rdza jeżyny.

## Systematyka i nazewnictwo
Pozycja w klasyfikacji według Index Fungorum: Phragmidium, Phragmidiaceae, Pucciniales, Incertae sedis, Pucciniomycetes, Pucciniomycotina, Basidiomycota, Fungi.
Po raz pierwszy takson ten zdiagnozował w 1806 r. Karl Schultz nadając mu nazwę Puccinia violacea. Obecną, uznaną przez Index Fungorum nazwę nadał mu w 1880 r. Heinrich Georg Winter.
Synonimy.
- Lecythea ruborum Lév. 1847
- Puccinia violacea Schultz 1806

## Morfologia
Ecja pomarańczowe, pylące. Powstają na dolnej stronie liści i na pędach. Na górnej stronie liści nad skupiskiem ecjów tworzą się duże żółte lub brązowawe plamy z fioletowym obrzeżem. Pojedyncze ecjum ma okrągły kształt i średnicę 1 mm. Ecjospory kuliste lub elipsoidalne, o rozmiarach 19–35 μm i bezbarwnej ścianie pokrytej kolcami. Kolce mają wysokość 1–1,5 μm, grubość 3–3,5 μm i wyrastają w odległości 2,5–5 μm od siebie. Pory rostkowe rozproszone, słabo widoczne.
Pomarańczowe uredinia powstają na dolnej stronie liści, pod tymi samymi plamami, pod którymi powstawały ecja.  Urediniospory szeroko elipsoidalne do jajowatych, o rozmiarach 22–32 × 19–24 μm. Mają bezbarwne ściany pokryte kolcami o wysokości 0,75 μm i grubości 2,5–3,5 μm, wyrastającymi w odległości 3–5 μm. Pory rostkowe niewyraźne. Wstawki zgrubiałe, główkowate, podwinięte, o długości 50–70 μm.
Telia podobne do urediniów, ale czarne. Mają średnicę do 2 mm. Teliospory cylindryczne, lekko zwężone na przegrodach, lub bez zwężeń, zaokrąglone na wierzchołku i zazwyczaj zwieńczone zaokrąglonym brodawkami o długości 1–9 μm i szerokości 6–9 μm. Są 3–5-komórkowe. Najmniejsza 3-komórkowa teliospora ma rozmiary (58–) 63–70 (–75) × (30–) 32–38 (–40) μm, 4-komórkowa (79–) 82–90 (–100) × (32–) 33–38 (–40) μm, 5-komórkowa (101–) 103–111 (–115) × (30–) 31–38 (–40) μm. Ściany ciemnobrązowe, o grubości 5–7 μm. W każdej komórce znajdują się 2–4 pory rostkowe. Teliospory umieszczone na trzonkach o długości 95–150 μm z rozszerzeniem o szerokości 12–19 μm.
Zarodniki płciowe (bazydiospory) powstają na podstawkach na opadłych liściach jeżyn. W klimacie Polski ich rozwój odbywa się zimą i wiosną.
Pyknidia rozwijają się na liściach, stłoczone w środku plam, pod skórką liści. Mają wysokość 30–40 μm.

## Występowanie i siedlisko
Gatunek powszechnie występujący w całej Europie i na Bliskim Wschodzie. Odnotowano jego występowanie także w Chinach, Maroku, Republice Południowej Afryki oraz w USA. W polskim piśmiennictwie naukowym podano liczne jego stanowiska.
Pasożyt obligatoryjny, jednodomowy i pełnocyklowy. Znaczy to, że może się rozwijać tylko na żywych organizmach, jego rozwój odbywa się na jednym tylko żywicielu, i w trakcie tego rozwoju wytwarza wszystkie 5 właściwych dla rdzy rodzajów zarodników. Pasożytuje na jeżynie uprawnej, a także na licznych gatunkach dziko rosnących jeżyn (Rubus). W polskim piśmiennictwie naukowym zanotowano występowanie na następujących gatunkach: Rubus bifrons, Rubus fruticosus, Rubus glandulosus, Rubus grabovskii, Rubus gracilis, Rubus montanus, Rubus plicatus, Rubus radula, Rubus sanctus, Rubus sulcatus, Rubus wimmerianus.